# Senat de Palau
El Senat de Palau és la cambra alta del Congrés Nacional de Palau (Olbiil era Kelulau). El Senat té 13 membres que exerceixen mandats de quatre anys en circumscripcions de diversos escons. No existeixen partits polítics. Les eleccions més recents es van celebrar el 3 de novembre de 2020.[1]

## Pertinença
El Senat està format per 13 escons ocupats durant quatre anys per majoria de membres en una única circumscripció nacional. Cada elector té 13 vots que reparteix entre tants candidats com vulgui, un vot per candidat. Després del recompte de vots, són elegits els 13 candidats primers.
La Constitució no especifica el nombre de senadors. Cada 8 anys, el Congrés revisa el mapa electoral i l'assignació d'escons senatorials en funció de la distribució de la població. Per tant, el nombre de senadors pot canviar amb freqüència. L'any 1981, el Senat estava format per 18 membres, abans d'una reducció a 14 el 1984. L'any 2000, el nombre de senadors va baixar a 9, va pujar a 13 el 2008, i després a 11 el 2016. Els ciutadans poden impugnar el repartiment dels escons pel Congrés davant el Tribunal Suprem.
A Palau no hi ha partit polític. Els candidats a les eleccions són, per tant, tots independents, fent del país una democràcia no partidista.

## Llista de presidents
| Nom                    | Période                                        | Període                                                                            | Notes              |
| ---------------------- | ---------------------------------------------- | ---------------------------------------------------------------------------------- | ------------------ |
| 1er Olbiil Era Kelulau | Kaleb Udui                                     | 1981 - 1984                                                                        | [ 3 ] [ 4 ]        |
| 2n Olbiil Era Kelulau  | Isidoro Rumitch Joshua Koshiba                 | Gener de 1985 - octubre 1986 Octubre de 1986 - desembre 1988                       | [ 3 ]              |
| 3r Olbiil Era Kelulau  | Joshua Koshiba Isidoro Rumich                  | 1989 - 1991 1991 - 1992                                                            | [ 3 ] [ 5 ]        |
| 4t Olbiil Era Kelulau  | Peter Sugiyama                                 | 1993 - 1996                                                                        | [ 3 ] [ 5 ]        |
| 5è Olbiil Era Kelulau  | Isidoro Rudimch Seit Andres                    | Febrer 1997 - agost 1999 Setembre 1999 - desembre 2000                             | [ 3 ] [ 6 ] [ 7 ]  |
| 6è Olbiil Era Kelulau  | Seith Andres                                   | 2001 - 2004                                                                        | [ 3 ] [ 7 ]        |
| 7è Olbiil Era Kelulau  | Surangel S. Whipps Johnny Rekai Joshua Koshiba | Gener de 2005 - abril de 2005 2005 - 2007 27 de març de 2007 – 25 d'abril de 2007  | [ 8 ] [ 9 ]        |
| 8è Olbiil Era Kelulau  | Surangel S. Whipps Mlib Tmetuchl               | 25 d'abril de 2007 - 15 de gener de 2009 15 de gener de 2009 - 16 de gener de 2013 | [ 8 ] [ 9 ] [ 10 ] |
| 9è Olbiil Era Kelulau  | Elias Camsek Chin                              | 16 de gener de 2013 - 19 de gener de 2017                                          | [ 11 ]             |
| 10è Olbiil Era Kelulau | Hokkons Baules                                 | 19 de gener de 2017 - gener de 2020                                                |                    |
| 11è Olbiil Era Kelulau | Hokkons Baules                                 | Gener de 2020 -                                                                    |                    |